# Mswati II
Mswati II (c. 1820-1868), também conhecido como Mswati e Mavuso III, foi o rei do eSwatini entre 1840 e 1868. Ele também foi o epônimo do eSwatini. Mswati é considerado um dos maiores guerreiros do eSwatini. Sob o seu reinado, os limites territoriais do eSwatini foram ampliados significativamente. Mswati era o filho de Sobhuza e de Tsandzile Ndwandwe (conhecido como 'LaZidze) que tendo sido Rainha-Mãe tornou-se a Rainha Regente após a morte de seu filho. Após a morte de Sobhuza, Mswati herdou uma área que se estendia de Barberton , no norte, e incluía o distrito de Nomahasha no território português de Moçambique. O poder militar de Mswati inicialmente decresceu por conflitos com seus irmãos Fokoti, Somcuba e Malambule aumentou ao final da década de 1850 em diante. Quando os exércitos de Mswati atacaram as forças de outras tribos ou nações Bantu, o objetivo era, inicialmente, a pilhagem de gado e cativos, em vez de incorporação em uma unidade política. A chegada de Trekboers no que viria a ser o Transvaal marcou o primeiro contato com Swazis e colonos Europeus e ocorreu durante este período. A morte de Mswati II, em julho de 1868 terminou a era da conquista Swazi e resultou na unificação de várias povos em uma só nação.